# Alkinylgruppe
| Alkinylgruppe (blau markiert)                                                                  |
| Ethinylgruppe in Ethinylcyclohexan. Die Ethinylgruppe ist blau markiert.                       |
| 1-Propinylgruppe in 1-Propinylbenzol. Die 1-Propinylgruppe ist blau markiert.                  |
| 3-Propinylgruppe (Propargylgruppe) in 3-Propinylbenzol. Die Propargylgruppe ist blau markiert. |
| 1-Butin-1-ylbenzol. Die 1-Butin-1-ylgruppe ist blau markiert.                                  |
| 2-Butin-1-ylmethylether. Die 2-Butin-1-ylgruppe ist blau markiert.                             |
| 3-Butin-1-ylmethylether. Die 3-Butin-1-ylgruppe ist blau markiert.                             |

In der organischen Chemie wird als Alkinylrest oder Alkinylgruppe ein Substituent bezeichnet, der eine Kohlenstoff-Kohlenstoff-Dreifachbindung (acetylenisches Strukturelement) enthält. Formal leitet sich ein Alkinylrest von einem Alkin-Kohlenwasserstoff ab, indem ein H-Atom entfernt wird. In Analogie zu Alkylresten wird das mit einem anderen Molekül(rest) zu verknüpfende Kohlenstoffatom (mit der sogenannten freien Valenz, „yl“) mit der Nummer „1“ versehen. Von hier aus zählt und nummeriert man bis zum Ende der längsten Kohlenstoffkette, welche die Dreifachbindung enthält.
Der einfachste Alkinylrest leitet sich logischerweise vom C2-Kohlenwasserstoff Ethin (Acetylen) ab; er heißt deshalb „Ethinyl“. Ab dem C3-Kohlenwasserstoff Propin gibt es isomere Alkinylreste, je nach Position der Dreifachbindung. Daher muss diese nach der Bezifferung angegeben werden. Man unterscheidet also die 1-Propinyl- und die 3-Propinylgruppe. Der 3-Propinylrest wird auch mit dem alten Trivialnamen „Propargyl“ bezeichnet, doch ist dies nicht IUPAC-konform. In der neueren Literatur wird oft eine ausführlichere Variante gewählt, indem man mehrere Ziffern benutzt: z. B. 1-Propin-1-yl und 2-Propin-1-yl (= Propargyl). Diese Namen lassen sich jedoch umständlicher aussprechen. Drei isomere C4-Alkinylreste (Butinylreste) werden in der Abbildung gezeigt.